# 法蘭克·羅森塔爾
法蘭克·勞倫斯·羅森塔爾（英語：Frank Lawrence Rosenthal，1929年6月12日—2008年10月13日），又名「左撇子」羅森塔爾（"Lefty" Rosenthal），是一名美國專業體育賭博師、前拉斯維加斯賭場董事，以及犯罪組織合伙人。
馬田·史高西斯的1995年電影《賭城風雲》改編自羅森塔爾的生平，由羅拔·迪尼路飾演他，並把這角色改名為Sam "Ace" Rothstein。

## 早年

### 伊利諾州
法蘭克·羅森塔爾出生於伊利諾州芝加哥的一個猶太家庭，在該城市的西區長大。年輕時，他在瑞格利球場的看臺上學會了體育賭博，經常會逃課去出席芝加哥的體育賽事。羅森塔爾的父親也是賽馬的主人，因此他在年輕的時候就投注賠率和百分比。
1950年代中期，羅森塔爾與芝加哥犯罪集團工作。他因其專業的編製賠率能力而被選中，代表黑手黨（特別是芝加哥犯罪集團）經營著美國最大的非法博彩辦公室。總部設在伊利諾州的西塞羅，以家居裝修公司為幌子，羅森塔爾和芝加哥犯罪集團購買「合約」來操縱體育賽事。在因為多項體育賄賂的指控而被起訴為共謀販後，羅森塔爾為了避免引起注意，將業務轉移到佛羅里達州邁亞密的北灣村。

### 邁亞密
到了1961年，羅森塔爾已經獲得了體育賭博師、編製賠率師和機率均等師的全國聲譽，他在邁亞密經常與著名的芝加哥犯罪集團成員傑基·瑟隆和Fiore Buccieri交往。此時，羅森塔爾收到一張傳票，要求他出席美國參議員約翰·L·麥克萊倫的賭博與組織犯罪小組委員會，他被指控操縱比賽造假。他援引第五修正案37次，未被起訴。因此，羅森塔爾被禁止進入佛羅里達州的競賽機構。
盡管羅森塔爾經常因非法賭博和博彩而被捕，但他只被判過一次罪，就是在1963年他對涉嫌賄賂一名紐約大學球員為北卡羅萊納州的一場大學籃球賽放水一事申辯無罪後。1960年代期間，他也是大邁亞密地區多宗商業和汽車爆炸案的嫌疑人。就在這個時候，聯邦調查局（FBI）開出了一份積聚了300頁的羅森塔爾的行動案件。為了再次逃避警方的注意，羅森塔爾在1968年搬到內華達州的拉斯維加斯。

## 拉斯維加斯生涯
羅森塔爾是體育賭博的重要推動者，當星塵、弗里蒙特、瑪麗娜和哈仙達賭場被芝加哥犯罪集團控制時，他秘密經營著這些賭場。他還在一個賭場內創建了第一個體育博彩，使星塵賭場成為世界領先的體育賭博中心之一。羅森塔爾的另一項改革是雇佣了很多的女性二十一點發牌員，這在一年內幫助星塵賭場的收入增加一倍。
1976年，FBI和拉斯維加斯大都會警察局（LVMPD）發現羅森塔爾在沒有獲得州份賭博執照的情況下，秘密經營著四開大型賭場，於是舉行了一次聽證會，以確定他是否有合法能力獲得執照。聽證會由內華達州賭博控制委員會主席（也是未來的美國參議員）哈利·瑞德主持。羅森塔爾被拒發執照，原因是他的逮捕記錄，以及他作為犯罪集團合伙人的名聲，特別是他與芝加哥黑幫執法者安東尼·斯皮洛特的童年友誼。
羅森塔爾在1969年5月4日與潔芮·麥基結婚。麥基與前夫Lenny Marmor的一段婚姻中已有一個女兒Robin L. Marmor。羅森塔爾和麥基後來一起生了兩個孩子，Steven和Stephanie。雙方都有不忠行為，麥基與斯皮洛特暗中有染。1981年，這段婚姻以離婚告終，羅森塔爾把失敗的原因歸咎於麥基無法擺脫對酒精和毒品的依賴。在離開羅森塔爾並偷取了他們的部分積蓄後，麥基於1982年11月9日在洛杉磯的一間汽車旅館死於明顯的吸毒過量，終年46歲。她的死因被認定是由地西泮、可卡因和酒精混合而成的意外。

## 晚年與逝世
1982年10月4日，羅森塔爾在拉斯維加斯的一次暗殺企圖中幸存下來，當他啟動他的汽車時，一枚貼附在汽油箱上的炸彈被引爆。當羅森塔爾在東撒哈拉大道602號（602 E. Sahara Avenue）的Tony Roma's餐廳用餐時，一個或幾個身份不明的人將炸彈放在他的車裡。羅森塔爾很可能因為他的特殊汽車（1981年的凱迪拉克埃爾多拉多）裝設特有的工業裝置而幸存下來：駕駛座底下有一塊堅固的金屬板，由通用汽車公司替所有的埃爾多拉多汽車安裝的，以糾正平衡問題。這塊板子替羅森塔爾的身體遮擋住大部分爆炸的力量。雖然沒有人被指控這場謀殺未遂，但米華基的黑幫老大法蘭克·巴利斯特里耶里可能負上這次責任。巴利斯特里耶里被執法部門稱為「瘋狂炸彈客」（Mad Bomber），他被聽到（通過竊聽）指責羅森塔爾給黑幫控制的賭場帶來法律問題。同樣，就在爆炸案發生前幾周，巴利斯特里耶里告訴他的兒子們，他打算為羅森塔爾被認為的錯誤行為而獲得「完全的賠償」。其他可能的嫌疑人包括堪薩斯城的黑幫頭目，而FBI的一個竊聽錄音帶記錄了他們稱羅森塔爾為「瘋子」；斯皮洛特與其他人一起行動或為芝加哥犯罪集團的利益幹的；以及羅森塔爾的前妻潔芮·麥基的電單車歹徒朋友幹的。
羅森塔爾大約六個月後離開拉斯維加斯，搬到了加利福尼亞州的尼古湖。他專注於撫養他的孩子，而孩子們都是出色的青年游泳運動員。羅森塔爾後來在1987年被正式禁止進入拉斯維加斯的賭場，當時他被列入「黑名單」，使他成為不受歡迎人物—不能在內華達州的任何賭場工作，甚至不能進入，因為他被指控與犯罪組織有聯系。然而，在1990年6月，羅森塔爾贏得了一項史無前例的法院裁決，將他的名字從黑名單中刪除。羅森塔爾由未來的拉斯維加斯市長奧斯卡·古德曼代表參加聽證會。可是，古德曼和羅森塔爾於1991年在內華達州最高法院敗訴，羅森塔爾的禁令恢復生效。
羅森塔爾後來從尼古湖搬到佛羅里達州的博卡拉頓，在那裡他經營了一間名為「Croc's」的運動酒吧，最後搬到了邁亞密海灘，在那裡他經營一個體育賭博網站，並為幾間境外的體育賭博公司擔任顧問。
2008年10月13日，羅森塔爾因明顯的心臟病發而去世，享年79歲。在他去世後，據《拉斯維加斯評論報》的記者Jane Ann Morrison披露，羅森塔爾曾經是FBI的高層線人，他的妻子潔芮·麥基也是FBI的線人。

## 流行文化
馬田·史高西斯執導的電影《賭城風雲》（1995年）改編自尼古拉斯·派勒吉的傳記書《Casino: Love and Honor in Las Vegas》，大多講述羅森塔爾在拉斯維加斯的生活。電影對事實和時間線加添了一些許可的創作，但大體上准確地描述了羅森塔爾的故事，以及他與安東尼·斯皮洛特的關係，角色Nicky Santoro（祖·柏斯 飾演）是根據斯皮洛特而創作出來的。角色Sam "Ace" Rothstein（羅拔·迪尼路 飾演）是基於羅森塔爾的。片中他的妻子角色Ginger McKenna Rothstein（莎朗·史東 飾演）是基於羅森塔爾在現實生活中的妻子潔芮·麥基。
羅森塔爾在接受採訪時談到這部電影表示，羅拔·迪尼路所飾演的角色與他本人頗為相似，但並不完全相同，就是「1到10分中得到7分」，當被問及莎朗·史東飾演他的妻子時，他表示：「我真的不想談及這個範疇。這是一個令人不愉快的範疇，會讓人想起不好的回憶。我不願意對你剛才說的話提出質疑，但我肯定不會承認。」

## 外部連結
- 法蘭克·羅森塔爾在互联网电影资料库（IMDb）上的資料（英文）
- 官方网站
- .   [May 10, 2009]. （原始内容存档于April 23, 2007）.
- 在Find a Grave上的法蘭克·羅森塔爾